# Nicola Gliri
Nicola Gliri (Bitonto, 1631 – Bitonto (?), post 1687) è stato un pittore italiano.

## Biografia

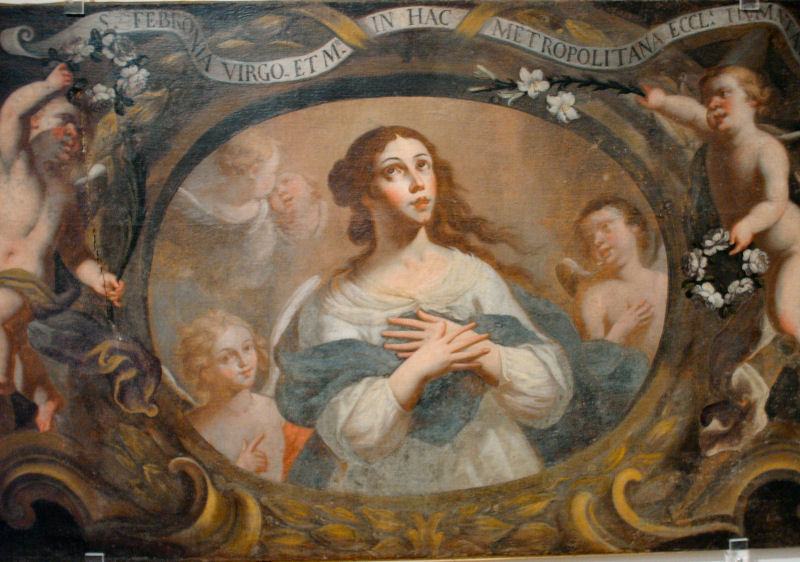
Santa Febronia, Museo diocesano (Trani)

Erede della maniera purista di Cesare Fracanzano, ha elaborato una formula pittorica facile e pacata, particolarmente gradita alle committenze ecclesiastiche, soprattutto monastiche. I suoi primi lavori furono realizzati nel 1652 assieme a Carlo Rosa per le chiese di San Benedetto e dei santi Medici a Conversano.
Tra il 1658 e il 1666 lavorò a Bitonto nella chiesa del Carmine, poi in molti altri centri della Terra di Bari e della Basilicata. Le sue ultime opere note furono le tele per il Duomo di Bitonto nel 1687.
Presso la Chiesa di Santa Maria Vetere di Andria, affidata ai frati minori francescani, sono presenti alcune sue opere. Una prima tela è quella di San'Anna Metterza, posizionata sulla parete destra del presbiterio della Chiesa. Il dipinto, ascrivibile alla seconda metà del 1600, è un olio su tela che misura 160×109 cm e raffigura Sant'Anna Archiviato il 5 dicembre 2018 in Internet Archive. in trono avente in grembo da sinistra il piccolo Gesù ed a destra Maria bambina, con cornice coeva realizzata in legno intagliato e dorato a foglia.

Il dipinto venne commissionato dai frati minori in onore della nobildonna Anna de Salzedo (benefattrice del convento di Santa Maria Vetere) che a tal uopo lasciò 30 ducati  per l’antico altare che stava sul presbiterio dalla parte dell’Epistola, pare che sia quello che oggi si vede dalla parte dell’Evangelo. Sant’Anna seduta tiene sulle ginocchia a sinistra Maria, ed a destra Gesù Bambino, che le mette sul capo una corona. La faccia della santa matrona è veramente bella ed espressiva.

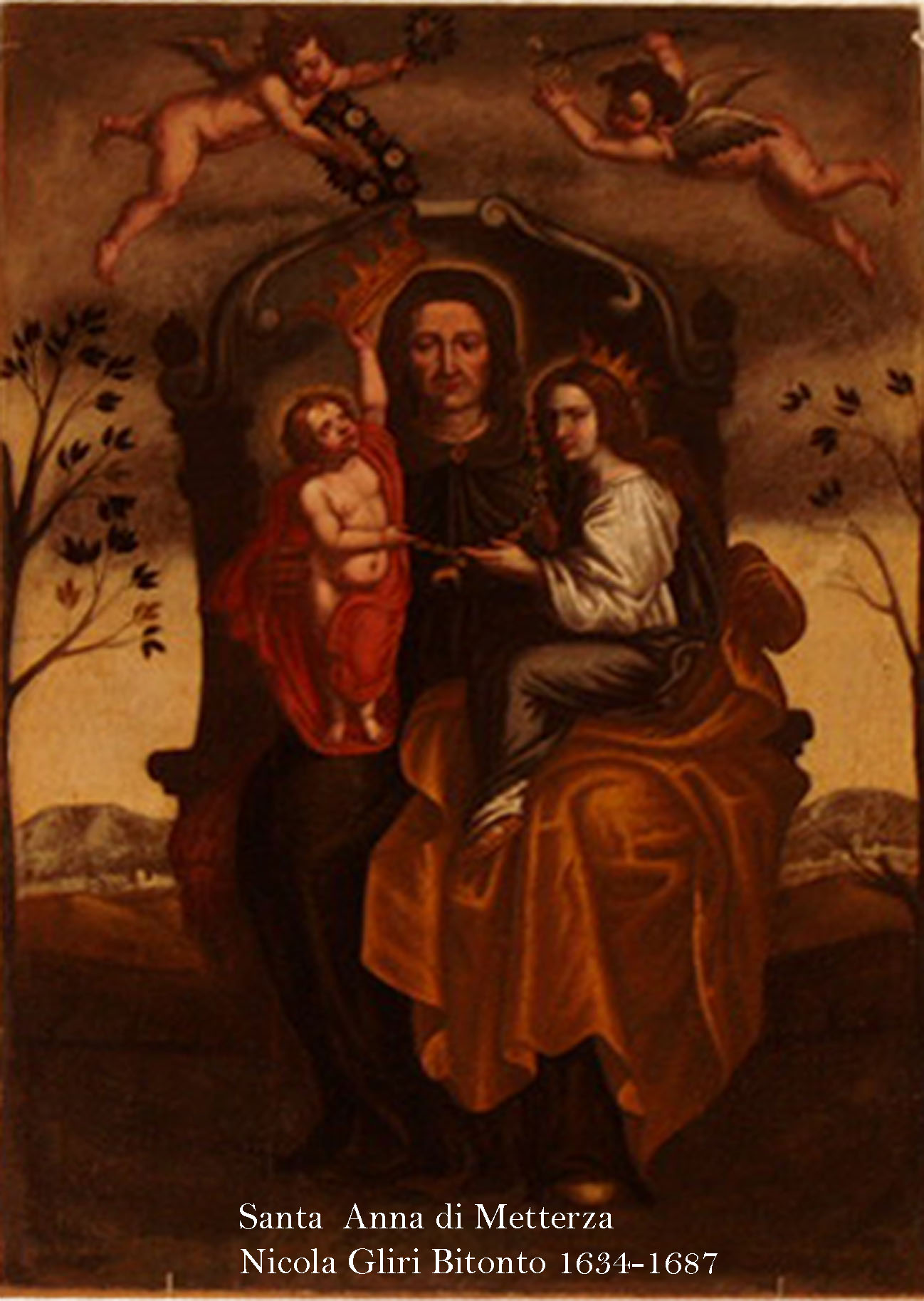
Sant'Anna Metterza, Chiesa Santa Maria Vetere, Andria

Apparteneva al convento dei frati minori anche la Tela della Sacra Famiglia di Nicola Gliri, olio su tela 103×137 cm. La tela riporta San Gioacchino e San Anna che presenta al Mondo Gesù Bambino, seduto sulle ginocchia di Maria, mentre San Giuseppe, appoggiato al suo bastone fiorito, lo sta amorosamente guardando. Questa Tela era posta sulla cantoria dell’Organo monumentale della Chiesa di Santa Maria Vetere, attualmente è custodita presso l'episcopio della Diocesi di Andria
Nel 1687 termina il dipinto Transito e Assunzione della Beata Vergine Maria con Santi Apostoli commissionato dai feudatari di Acquaviva delle Fonti. Tale opera ora è custodita nella chiesa di Santa Maria Maggiore in Acquaviva delle Fonti.